# Imperial Motor Car Company (Texas)
Imperial Motor Car Company war ein US-amerikanisches Unternehmen im Bereich von Automobilen aus Texas.

## Unternehmensgeschichte
Das Unternehmen hatte seinen Sitz in Houston in Texas. George W. Collier war Präsident, Jonathan Lane Vizepräsident, John H. Bright Manager und J. D. Bright Verkaufsleiter. Sie verkauften Autos von Baker und Pullman. Nur 1910 entstanden selbst hergestellte Automobile. Der Markenname lautete Imperial.
Es ist nicht bekannt, wann das Unternehmen aufgelöst wurde.

## Fahrzeuge
Das einzige Modell war ein Highwheeler.

## Übersicht über Pkw-Marken aus den USA, die Imperial beinhalten
| Marke    | Hersteller                                | Vermarktungsbeginn | Vermarktungsende | Ort, Bundesstaat           |
| -------- | ----------------------------------------- | ------------------ | ---------------- | -------------------------- |
| Imperial | Philadelphia Motor Vehicle Company        | 1900               | 1901             | Philadelphia, Pennsylvania |
| Imperial | Imperial Automobile Company (Detroit)     | 1903               | 1904             | Detroit, Michigan          |
| Imperial | Rodgers & Company                         | 1903               | 1904             | Columbus, Ohio             |
| Imperial | Imperial Motor Car Company (Pennsylvania) | 1907               | 1908             | Williamsport, Pennsylvania |
| Imperial | Imperial Automobile Company (Jackson)     | 1908               | 1916             | Jackson, Michigan          |
| Imperial | Imperial Motor Car Company (Texas)        | 1910               | 1910             | Houston, Texas             |
| Imperial | Imperial (Automarke)                      | 1954               | 1975             | Detroit, Michigan          |